# Минимализм (дизайн)

Минималистический дизайн логотипа iOS 7

Минимализм (англ. minimalism от лат. minimus — наименьший) — стиль в дизайне, характеризующийся лаконичностью выразительных средств, простотой, точностью и ясностью композиции. Отвергая классические приёмы творчества и традиционные художественные материалы, минималисты используют промышленные и природные материалы простых геометрических форм, нейтральных цветов (чёрный, серый) и малых объёмов. Истоки минимализма лежат в конструктивизме и функционализме.

## Минимализм в дизайне интерьера
Современный интерьер в стиле минимализма можно охарактеризовать как моделирование пространства и света с использованием только необходимых предметов. Одним из важных критериев  при создании таких интерьеров является грамотно спланированное пространство, в котором много рассеянного, спокойного света, когда кажется, что светятся сами стены и потолок, много воздуха. Чтобы создавалось ощущение широты и простора, помещение по возможности освобождается от внутренних перегородок. Большие окна, насыщая пространство светом, соединяют жилье с окружающим миром, делая его частью интерьера.

### Основные черты
Создание интерьера в стиле минимализм подразумевает и следующие черты:
- Пространственная свобода: малое количество мебели и аксессуаров.
- Зонирование пространства, многоуровневое освещение.
- Цветовая палитра светлая, основанная на игре полутонов, много белого цвета, графично подчёркнутого чёрным или серым. Палитру дополняют естественные тона дерева, кирпича, металла, блеск стекла.
- Простые природные отделочные материалы, зачастую необработанные, с грубой фактурой: кирпич, бетон, дерево или штукатурка.
- Простые формы и линии, практически нет декора на окнах и стенах.
- Никакого декора, никакого орнамента.

### Японский минимализм
Одной из самых популярных этнических разновидностей минимализма является японский минимализм.
Здесь часто используют перегородки-ширмы, тканевые или деревянные жалюзи, соломенные циновки и лаконичные аксессуары — букеты-икебаны, статуэтки, скульптуру. Зонирование пространства производится с помощью цвета пола, полупрозрачной ткани или стекла раздвижных перегородок с матовым стеклом, с помощью подсветки в стенах, полу или потолке. Светильников, как правило, не видно или они просты по форме. Также органично будет выглядеть бамбук, абажуры из рисовой бумаги и немногословные включения камня.
Стеклянные полки стеллажей, стеклянные столешницы и двери шкафов как бы растворяются в воздухе, не занимая пространства. Никаких безделушек, аксессуаров очень мало. Жалюзи или занавеси на окнах полупрозрачны, почти незаметны. Светлые матовые стены могут быть украшены небольшим количеством японской графики в тонких простых рамах. Ещё один необходимый атрибут такого интерьера — неглазурованная, вылепленная от руки японская керамика.
Такие интерьеры напоминают графику — жанр лаконичный, требующий умения обходиться скупыми средствами чёрно-белой гаммы. Точнее, чёрного цвета и фона, который не обязательно должен быть белым, но обязательно светлым, контрастным, чтобы выгодно перевести внимание на каждую линию, проведённую художником.

## Минимализм в веб-дизайне
Основным фактором является простой и понятный интерфейс, который не представляет разных стилей (градиент, тень). Главный принцип в минимализме при создании веб дизайна — это не более трёх цветов. Он также используется в создании иконок, дизайна сайтов, картинок.
Некоторые принципы минимализма при веб-проектировании:
- Чем хуже, тем лучше
- Простота
- Закон Парето
- Закон Вирта
- KISS
- Don’t repeat yourself

## Минимализм в моде

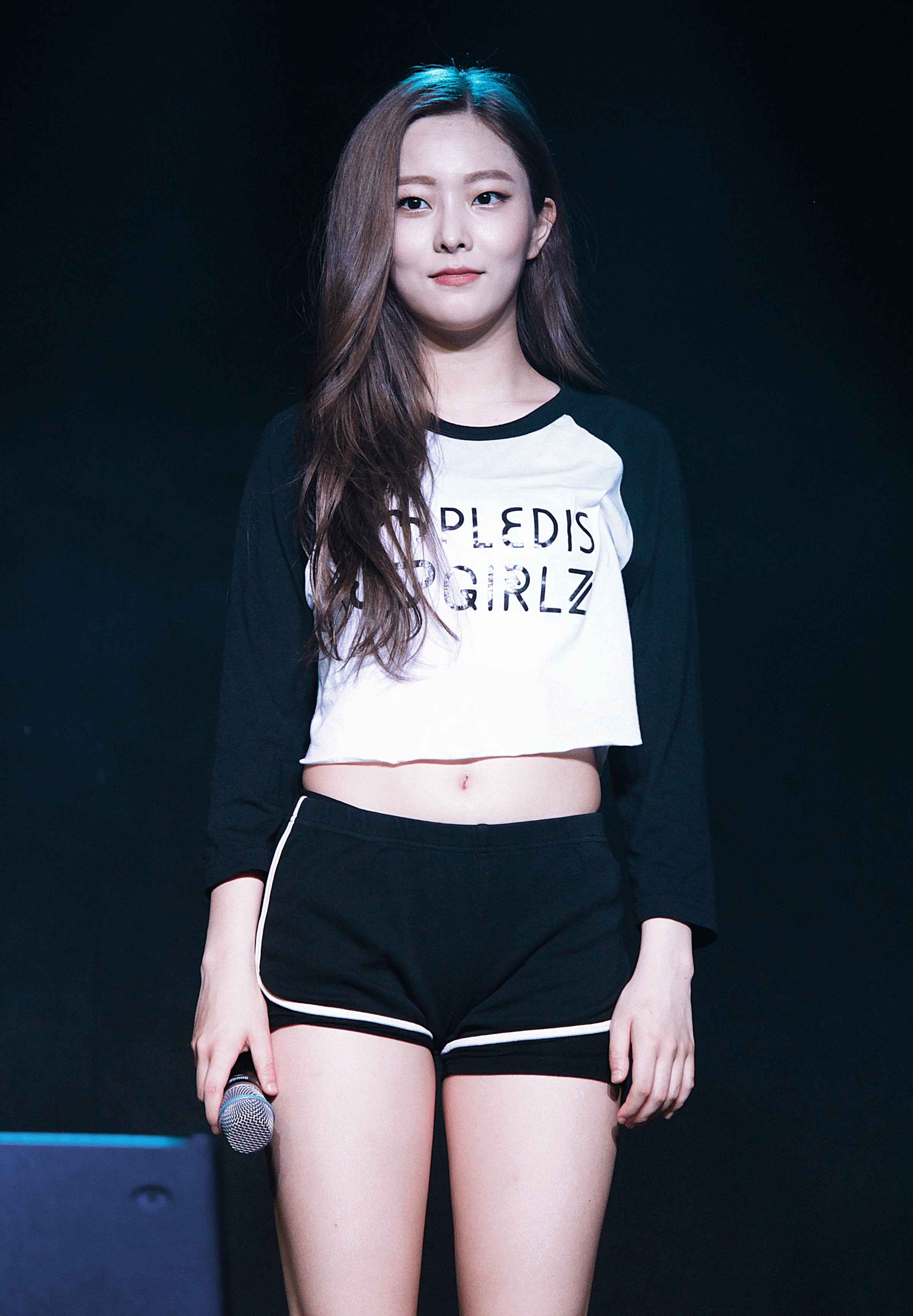
Минимализм в моде: мини-шорты и кроп-топ

Минимализм в моде - одно из направлений авангардного течения в моде, у этого понятия есть два общепринятых значения: небольшое количество вещей, минимум деталей и минимум цвета; мини-юбки и кроп-топы в костюмном ансамбле. Главный девиз минимализма в моде: «Ничего лишнего!». Впервые был выведен на мировые подиумы в первую очередь скандинавскими, бельгийскими, английскими дизайнерами.

### Основные черты
- минимум деталей, отделок, украшений, меха
- цвета монохромные или спокойные (чаще всего пастельных оттенков). Используются всего два достаточно спокойных оттенка (красный и серый, тёмный синий и блеклый жёлтый, бежевый и травянисто-зелёный)
- простые формы, чёткие силуэты, отсутствие видимых застёжек и пуговиц, простой и качественный крой пояса.

## Минимализм в промышленном дизайне
Первой компанией, распространившей минималистские тенденции в серийном промышленном дизайне, была Braun. Её глава, Артур Браун, целенаправленно набирал на работу дизайнеров, окончивших Высшую школу оформительского искусства в Ульме. Выпускники этой школы — наследницы философии Баухауза — сделали продукцию Braun символом пуристского дизайна. В 1964 году в Музее современного искусства (Нью-Йорк) прошла выставка изделий Braun, которая окончательно утвердила торжество минималистской эстетики в серийном проектировании.